# Bavorov (hrad)
Bavorov je zaniklý hrad, který stával na jihovýchodním okraji stejnojmenného města v Jihočeském kraji. Založen byl spolu s městem na konci třináctého století a zanikl přibližně o sto let později.

## Historie
Hrad byl založen Bavorem III. ze Strakonic pravděpodobně spolu s městečkem okolo roku 1290. Po Bavorově smrti v roce 1318 majetek zdědil bratr Vilém ze Strakonic, ale skutečnou držitelkou zůstala vdova po Bavorovi, Markéta z Rožmberka. Od ní panství získal Petr z Rožmberka. První písemná zmínka o hradu pochází z roku 1334, kdy se král Jan Lucemburský vzdal svého práva na odúmrť Bavorova majetku. Podle Tomáše Durdíka získali Rožmberkové bavorovský majetek až v roce 1351. Po vybudování blízkého Helfenburku ztratil hrad v Bavorově svou funkci a brzy zanikl.
Existenci hradu připomíná pouze pomístní jméno Hradiště, které se poprvé objevilo roku 1519, kdy byl pod ním založen rybník.

## Stavební podoba
Hrad stával na nevysoké ostrožně zastavěné mladšími domy, které zcela překryly jeho pozůstatky. Z uspořádání zástavby lze usuzovat, že měl oválný půdorys.